# Yang Chuantang
Yang Chuantang (chinois simplifié : 杨传堂 ; chinois traditionnel : 楊傳堂 ; pinyin : Yáng Chuántáng) est né en mai 1954 à Yucheng, Dezhou, dans la province de Shandong. Il est vice-directeur de la Commission nationale des affaires ethniques de la République populaire de Chine.
Yang Chuantang adhéra au parti communiste chinois en juin 1976. Il commença sa carrière à l'usine d'engrais n° 2 de la province du complexe pétrochimique de Shengli Shandong, où il servit comme vice secrétaire du parti jusqu'en 1978. Il fut transféré à la société pétrochimique de Qilu, où il servit comme secrétaire adjoint du Comité en 1984.
Par la suite, Yang fut affecté dans la région autonome du Tibet, où il occupa le poste de vice-président administratif du gouvernement régional. En 2003, il fut élu vice-gouverneur de la province du Qinghai. En 2004, il devint secrétaire du parti communiste de la région autonome du Tibet.

## Référence
1. ↑  Biographie de Yang Chuantang